# Banco Popular de Ahorro
El Banco Popular de Ahorro (BPA) es un banco cubano con sede en la ciudad de La Habana. Administra una red de 424 oficinas, presentes en la casi totalidad de los municipios del país (excepto en La Habana). Custodia más de 2,3 millones de cuentas.
Actualmente su sede central se ubica en la zona de Miramar.

## Historia
En virtud del Decreto Ley # 69 del 18 de mayo de 1983 es creado el Banco Popular de Ahorro, el primero fundado por la Revolución cubana.
En 1996 tras la creación del Banco Metropolitano se decide transferir las oficinas del banco popular de ahorro a las provincias de cuba bajo una política de descentralización

## Servicios Financieros
Banco Popular de Ahorro, Banco Metropolitano y Banco de Crédito y Comercio (Bandec). son los bancos autorizados por el banco central para realizar las operaciones de remesas en el país.
El banco también está autorizado a realizar cambio de divisas al tipo de cambio oficial.